# Relacions mètriques en el triangle
Les  relacions mètriques en el triangle  són cinc teoremes o propietats, incloent l'equació del Teorema de Pitàgores. Aquestes són vàlides, exclusivament, en el triangle rectangle i s'apliquen sobre les dimensions dels catets, hipotenusa, l'altura relativa a la hipotenusa i els segments determinats sobre aquesta com projeccions dels catets de triangle.

## Propietats

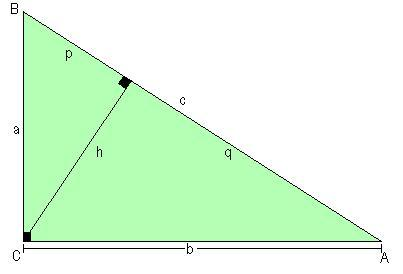
Triangle utilitzat per descriure les propietats.

Donat un triangle rectangle  ABC  (vegeu la imatge), amb el seu angle recte en  C , on:
 c  la hipotenusa,
 h  l'altura relativa a la hipotenusa,
 p  i  q  els segments determinats en la hipotenusa,
es compleixen les següents propietats:
- El quadrat d'un catet és igual al producte de la hipotenusa per la projecció ortogonal d'aquest mateix catet sobre la hipotenusa:

{\displaystyle a^{2}=c.p\,}
{\displaystyle b^{2}=c.q\,}
- El quadrat de la mesura de l'altura és igual al producte de les projeccions ortogonals dels catets sobre la hipotenusa:

{\displaystyle h^{2}=p.q\,}
- El producte dels catets és igual al producte de la hipotenusa per la seva alçada:

{\displaystyle a.b=h.c\,}
- El quadrat de la hipotenusa és igual a la suma dels quadrats dels catets (Teorema de Pitàgores).

{\displaystyle c^{2}=a^{2}+b^{2}\,}
- L'invers del quadrat de la hipotenusa és igual a la suma dels inversos dels quadrats dels catets:

{\displaystyle {\frac {1}{h^{2}}}={\frac {1}{a^{2}}}+{\frac {1}{b^{2}}}\,}